# 国道460号

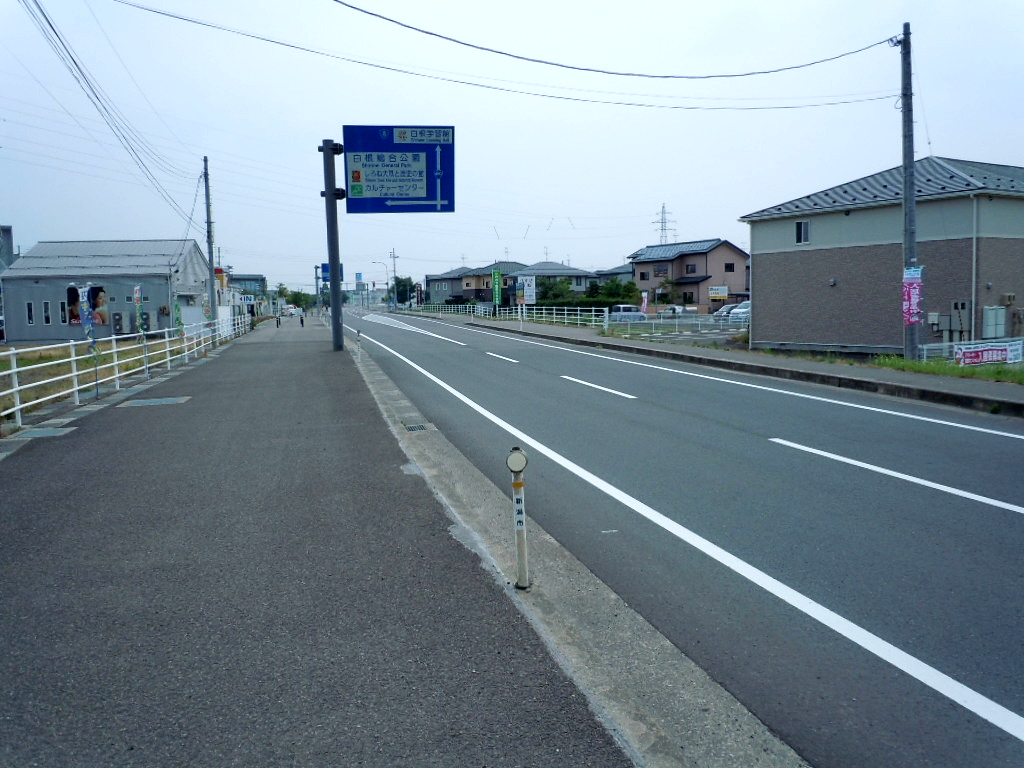
新潟市南区 白根総合公園付近

国道460号（こくどう460ごう）は、新潟県新発田市から柏崎市に至る一般国道である。

## 概要
新発田市から阿賀野市と、新潟市中心部のベッドタウン各市・行政区を大きく取り巻くように結ぶ、新潟都市圏の外環状線として機能している。
1993年（平成5年）に県道（当時の主要地方道新津新発田線、同新津白根線、同巻白根線など）から昇格した。国道指定にあたっては前述の新潟都市圏の幹線道路という背景に加え、当時西蒲原郡巻町（現新潟市西蒲区巻地区）で東北電力が計画を進めていた巻原子力発電所へのアクセス道路として整備する目的も含まれていた（原発計画はその後中止となっている）。

### 路線データ
一般国道の路線を指定する政令に基づく起終点および重要な経過地は次のとおり。
- 起点：新発田市（新栄町2丁目622番1、新発田IC = 国道7号交点、新潟県道26号新発田豊栄線起点）
- 終点：柏崎市（柳橋町交差点 = 国道8号交点、国道352号・国道402号起点）
- 重要な経過地：新潟県北蒲原郡水原町[注釈 2]、新津市[注釈 3]、白根市[注釈 4]、同県西蒲原郡巻町[注釈 5]、同県三島郡出雲崎町
- 総延長 : 148.0 km（新潟県 98.1 km、新潟市 50.0 km）重用延長を含む。[2][注釈 6]
- 重用延長 : 83.0 km（新潟県 73.2 km、新潟市 9.8 km）[2][注釈 6]
- 未供用延長 : なし[2][注釈 6]
- 実延長 : 65.0 km（新潟県 24.9 km、新潟市 40.1 km）[2][注釈 6]
  - 現道 : 59.6 km（新潟県 24.9 km、新潟市 34.8 km）[2][注釈 6]
  - 旧道 : 0.7 km（新潟県 - km、新潟市 0.7 km）[2][注釈 6]
  - 新道 : 4.6 km（新潟県 - km、新潟市 4.6 km）[2][注釈 6]
- 指定区間：なし[3]

## 歴史
- 1993年（平成5年）4月1日 - 一般国道460号（新潟県新発田市 - 新潟県柏崎市）
- 2013年（平成25年）3月25日 - 起点を新発田市新富町3丁目441番1から同市新栄町2丁目622番1へ変更[4]。

### 旧道
- 国道290号：新発田市東塚ノ目（島潟交差点） - 同市荒町（荒町交差点）
- 新発田市道：新発田市東塚ノ目 - 同市新富町二丁目
- 新発田市道：新発田市新富町一丁目（法務局前交差点） - 同市本町三丁目
- 新潟県道32号新発田停車場線：新発田市本町二丁目（本町交差点） - 同市中央町三丁目（中央町交差点）
- 阿賀野市道：阿賀野市水原 - 同市中央町一丁目
- 新潟県道271号水原出湯線：阿賀野市中央町一丁目 - 同市中央町（瓢湖入口交差点）
- 新潟県道586号水原亀田線：阿賀野市中央町（瓢湖入口交差点） - 同市北本町（北本町交差点）
- 新潟市道新津2-628号線：新潟市秋葉区中新田地内
- 新潟県道34号新津停車場線：新潟市秋葉区中新田 - 同区新津本町二丁目（本町二丁目交差点）
- 新潟市道本町下興野線：新潟市秋葉区新津本町二丁目（本町二丁目交差点） - 同区新津本町三丁目（本町三丁目交差点）
- 新潟県道7号新津村松線：新潟市秋葉区新津本町三丁目（本町三丁目交差点） - 同区古田（古田交差点）
- 新潟市道新津1-652号線：新潟市秋葉区出戸/浦興野 - 同区子成場（子成場交差点）
- 新潟県道1号新潟小須戸三条線：新潟市秋葉区子成場（子成場交差点） - 同区子成場
- 農道：新潟市秋葉区子成場地内（一部通行止め）
- 新潟県道141号白根黒埼線：新潟市南区臼井（臼井橋西詰交差点) - 同区小蔵子
- 新潟市道白根2-29号線：新潟市南区小蔵子 - 同区白根古川
- 新潟市道白根2-79号線：新潟市南区白根古川 - 同区小蔵子
- 新潟市道白根1-507号線：新潟市南区白根ノ内七軒字蓑口（簔口交差点） - 同区白根（白根交差点）
- 新潟市道戸頭保坂線：新潟市南区白根（白根交差点） - 同区白根日の出町（日の出町交差点）

## 路線状況
国道指定当初、旧道区間がそのまま指定されたため、現在も阿賀野市水原地区、新潟市秋葉区新津地区、南区白根地区、西蒲区巻地区の各中心部などには市街地を経由する狭隘な旧道区間が残っており、車種によっては迂回を強いられる区間も少なくない。
国道指定後、管理者である新潟県は各所のバイパス化に順次着手し、各所で建設事業が進められている。なお新潟市内の区間は2007年（平成19年）4月1日に同市が政令指定都市へ移行したのに伴い、県から市に移管されている。

### 別名・通称
- 若松街道
- 越後七浦シーサイドライン
- 日本海夕日ライン

### バイパス道路
- 新発田南バイパス（新発田IC - 新発田市荒町）
  - 全通済み。
- （阿賀野市水原 - 阿賀野市北本町）
- 新津東バイパス（新潟市秋葉区中新田 - 同区大鹿、延長4.6 km[5]）
  - 2001年（平成13年）までに全区間開通済み[5]。新津市街北側を迂回し、磐越道・新津ICのアクセス道路の役割も果たしている[6]。
- 小合バイパス（新潟市秋葉区大鹿 - 同区川根 - 同区子成場）
  - 計画中[7]。
- 臼井バイパス（新潟市秋葉区子成場 - 南区臼井 - 同区古川）
  - 1980年代から建設が進められ、信濃川に架かる臼井橋より西側の区間が2004年（平成16年）までに開通[8][9][10]。臼井橋の新橋梁の建設は最後まで残されたが、2015年（平成27年）10月に竣工・開通し全通[11]。
- 白根バイパス[12]、諏訪木バイパス[13][14]（新潟市南区白根ノ内七軒字蓑口 - 同区白根日の出町）
  - 2000年代初頭までに全通した。白根中心部の簔口交差点 - 日の出町交差点間を結ぶ。
- 大曽根バイパス（新潟市西蒲区今井・大曽根地内、延長570 m・幅員14.5 m）
  - 2011年度（平成25年度）に完成。今井交差点周辺のクランク解消と集落内の狭隘区間の迂回、歩道整備などを目的に整備された。
- 巻南バイパス（新潟市西蒲区漆山 - 同区五ケ浜）
  - 巻市街南側を迂回する区間などが一部開通。整備が進行中である。

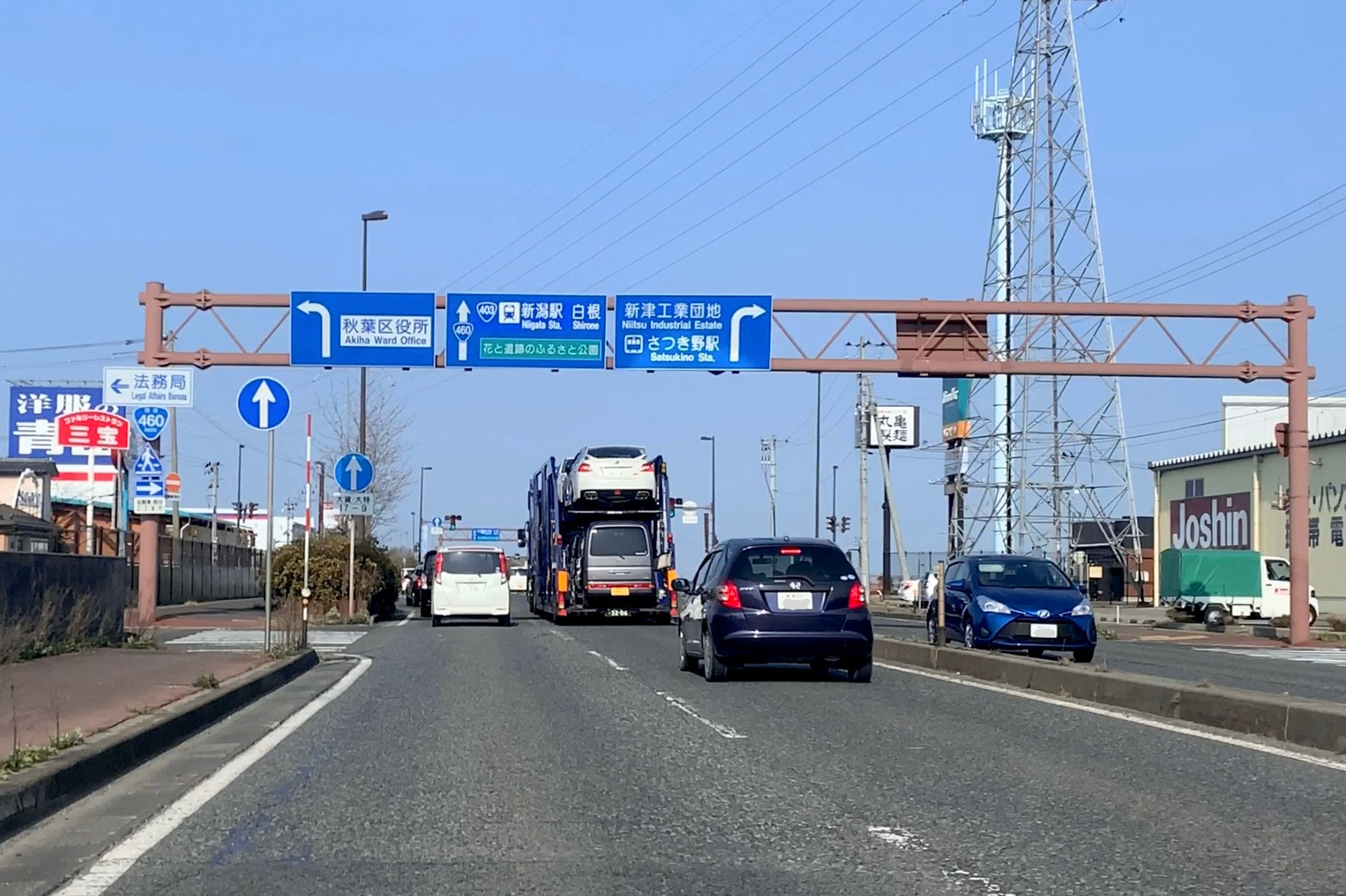
新津東バイパス 「夕映えの跨線橋西詰」交差点付近（2020年4月）
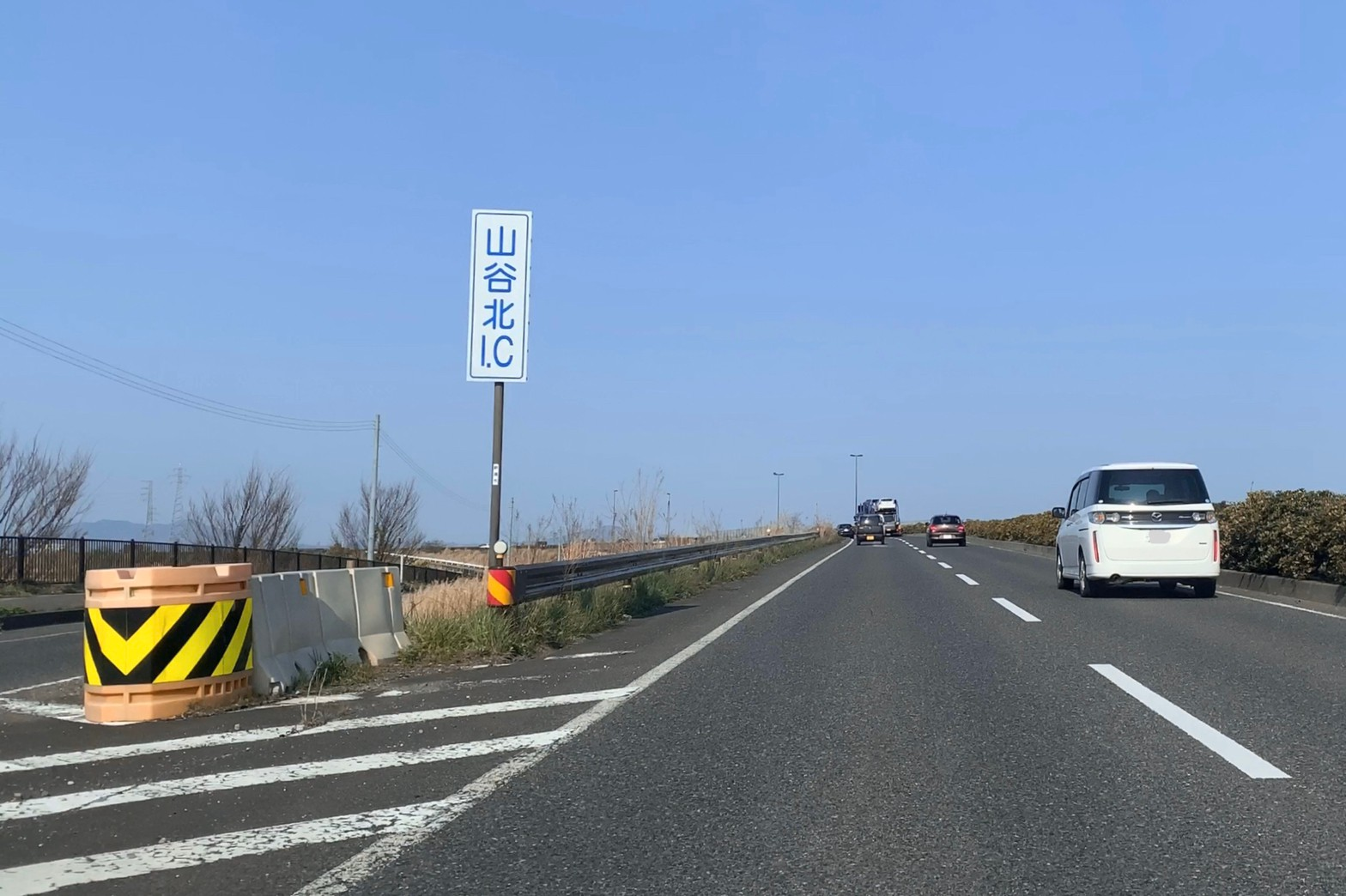
新津東バイパス 山谷北IC（2020年4月）
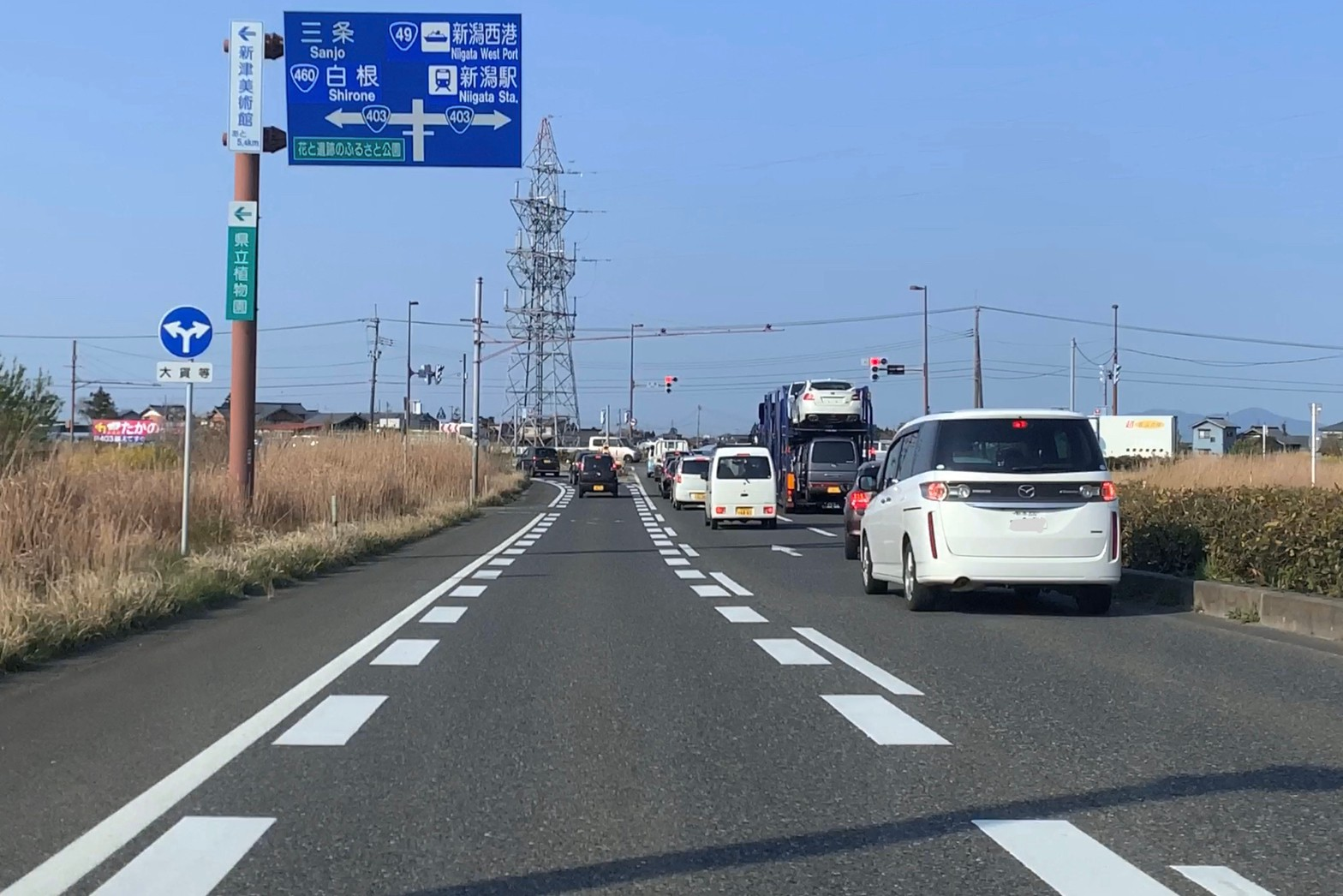
新津東バイパス 終点「大鹿」交差点付近（2020年4月）

### 重複区間
- 国道403号（新潟市秋葉区・大鹿交差点 - 新潟市秋葉区・古田交差点）
- 国道402号（新潟市西蒲区五ヶ浜 - 柏崎市（終点））
- 国道352号（三島郡出雲崎町・住吉町交差点 - 柏崎市（終点））

### 道路施設

#### 橋梁
起点から
阿賀野市と新潟市秋葉区の間、阿賀野川に架かる阿賀浦橋は延長942.4 mの橋長を有し、新潟県・新潟市が管理する国道・県道の中では最も長い橋梁である。
- 西新発田跨線橋（白新線、新発田市、新発田南バイパス）
- 笹神橋（荒川川、阿賀野市）
- 飯山新跨線橋（羽越本線、阿賀野市）
- 神山大橋（折居川、阿賀野市）
- 水原跨線橋（羽越本線、阿賀野市）
- 両新橋（安野川、阿賀野市）
- 阿賀浦橋（阿賀野川、阿賀野市 - 新潟市秋葉区）
- 真木野大橋（能代川、新潟市秋葉区、新津東バイパス）
- 新津大橋（新津川、新潟市秋葉区、新津東バイパス）
- 夕映えの跨線橋（信越本線、新潟市秋葉区、新津東バイパス）
- 臼井橋（信濃川、新潟市秋葉区 - 新潟市南区）
- 富月橋（中ノ口川、新潟市南区）
- 新大通川橋（大通川、新潟市西蒲区）
- 西川橋（西川、新潟市西蒲区）
- 野積橋（大河津分水路、長岡市、重用区間）
- 安政橋（鯖石川、柏崎市、重用区間）

#### トンネル
起点から
- 五福トンネル（新潟市西蒲区）
- 五ケ浜トンネル（新潟市西蒲区）
- 角海トンネル（新潟市西蒲区）
- 刈羽トンネル（刈羽村）
- 椎谷岬トンネル（柏崎市）

#### 道の駅
- 花夢里にいつ（新潟市秋葉区）

## 地理

### 通過する自治体
- 新潟県
  - 新発田市 - 阿賀野市 - 新潟市（秋葉区 - 南区 - 西蒲区） - 長岡市 - 三島郡出雲崎町 - 柏崎市 - 刈羽郡刈羽村 - 柏崎市

### 交差する道路
※国道402号との重複区間を除く
- 新発田市
  - 国道7号（新新バイパス） （新発田IC）
  - 新潟県道26号新発田豊栄線・国道7号（新発田バイパス） （同）
  - 新潟県道32号新発田停車場線 （新栄町交差点）
  - 新潟県道60号住吉上館線 （富塚町2交差点）
  - 国道290号（荒町交差点）
  - 新潟県道60号住吉上館線（大伝）
  - 新潟県道264号豊栄天王線（天王）
  - 新潟県道300号月岡停車場月岡線（中之通交差点）
- 阿賀野市
  - 新潟県道55号新潟五泉間瀬線（山倉交差点）
  - 新潟県道586号水原亀田線（北本町交差点 - 安野町交差点）
  - 新潟県道15号新潟長浦水原線（安野町交差点）
  - 国道49号（重複：国道459号）〈水原バイパス〉（月崎交差点）
  - 新潟県道27号新潟安田線（関屋交差点）
- 新潟市秋葉区
  - 新潟県道17号新潟村松三川線（中新田・阿賀浦橋西詰交差点）
  - 磐越自動車道（新津IC）
  - 新潟県道34号新津停車場線（同・新津インター前交差点）
  - 新潟県道5号新潟新津線（下興野・夕映えの跨線橋東詰交差点）
  - 国道403号〈新津バイパス〉（大鹿交差点 - 古田交差点）
  - 新潟県道7号新津村松線（古田交差点）
  - 新潟県道127号新津茨曽根燕線（古田（西）交差点）
  - 新潟県道1号新潟小須戸三条線（子成場・臼井橋東詰交差点）
- 新潟市南区
  - 新潟県道141号白根黒埼線（臼井橋西詰交差点）
  - 国道8号〈白根バイパス〉（重複：国道17号）（白根古川交差点）
  - 新潟県道41号白根安田線（簔口交差点）
  - 新潟県道153号燕白根線（上下諏訪木・富月橋東詰交差点）
  - 新潟県道325号黒埼新飯田線（千日・富月橋西詰交差点 - 緑ヶ丘病院前）
- 新潟市西蒲区
  - 新潟県道218号月潟西川線（井随口交差点 - 木滑）
  - 新潟県道44号新潟燕線（茨島交差点）
  - 新潟県道380号今井巻線
  - 北陸自動車道（巻潟東IC）
  - 新潟県道9号長岡栃尾巻線（同・巻潟東インター前交差点）
  - 新潟県道383号佐渡山巻線（河井交差点）
  - 国道116号（重複：国道289号）〈巻バイパス〉（巻中央インターチェンジ交差点）
  - 新潟市道〈旧116号〉（巻総合高前交差点）
  - 新潟県道374号五千石巻新潟線
  - 新潟県道2号新潟寺泊線（間手橋交差点 - 鷲ノ木交差点）
  - （国道116号（重複：国道289号）〈巻バイパス〉（赤鏥インターチェンジ交差点））
  - （新潟市道〈旧116号〉（赤鏥交差点））
  - （新潟県道374号五千石巻新潟線（赤鏥西交差点））
  - 国道402号（五ヶ浜交差点）

※カッコ内は、巻南バイパス・河井交差点 - 鷲ノ木交差点間の接続箇所
※五ヶ浜交差点以南の接続道路については国道402号#交差する道路を参照